# Un pizzico di magia
Un pizzico di magia (Magic), conosciuto anche col titolo A New Kind of Magic (La Famille Féerique) per la seconda stagione, è una serie animata francese prodotta da Xilam composta da 2 stagioni: la prima di 26 episodi da 20 minuti, trasmessa nel 2008 sul canale francese di Disney Channel, la seconda di 52 episodi da 10 minuti, trasmessa dal 23 dicembre 2017 su Canal J.
In Italia la prima stagione è stata trasmessa in prima visione sul canale satellitare di Toon Disney dall'8 dicembre 2008, mentre in chiaro su Boing dal 4 marzo 2013. La seconda stagione è stata trasmessa con puntate della durata di 20 minuti contenenti 2 episodi della serie su DeA Kids dal 4 giugno 2018, mentre in chiaro su Frisbee dal 3 dicembre dello stesso anno.

## Trama
Una famiglia proveniente dal mondo incantato viene esiliata sul mondo reale. Per non essere scoperti dovranno nascondere la loro vera identità e comportarsi come persone comuni.

## Personaggi

### Personaggi principali
- Tom, doppiato in originale da Sauvane Delanoë, in italiano da Patrizia Mottola. È un bambino di 10 anni molto educato e generoso. È il fratello minore di Cindy, il nipote di Ferocia, Gi e Sandman e ha un debole per la sua insegnante. Nella seconda stagione rivela di essere invaghito di una coetanea di Cindy di nome Sofia.
- Cindy, doppiata in originale da Kelly Marot, in italiano da Emanuela Pacotto. È una giovane di 16 anni molto viziata e capricciosa, anche se a volte si dimostra molto gentile e comprensiva. È la sorella maggiore di Tom e la nipote di Ferocia, Gi e Sandman. È innamorata di un suo compagno di classe, ricambiata.
- Willow Ferixon, doppiata in originale da Claire Guyot, in italiano da Marcella Silvestri. È una fata molto dolce, moglie di Gregor, madre di Tom e Cindy e sorella minore di Ferocia, Gi e Sandman.
- Gregor, doppiato in originale da François Siener (st. 1) e Jérémy Prévost (st. 2), in italiano da Tony Fuochi (st. 1) e Marco Balbi (st. 2). È un orco vegetariano dal cuore d'oro, marito di Willow, padre di Tom e Cindy, e cognato di Ferocia, con cui non ha buoni rapporti, Gi e Sandman.
- Ferocia Ferixon, doppiata in originale da Isabelle Leprince, in italiano da Rosalba Bongiovanni. È una strega infida e arrogante, sorella maggiore di Willow, sorella minore di Gi e Sandman, cognata di Gregor, con cui non ha buoni rapporti, e zia di Tom e Cindy. È innamorata di Capitan Uncino, ricambiata.
- Sua Altezza, doppiato in originale da Bernard Alane, in italiano da Riccardo Peroni. È un principe tramutato in rospo. Sogna costantemente di essere baciato da una qualsiasi principessa per spezzare l'incantesimo e, nonostante i modi altezzosi, egli vuole molto bene a Tom, infatti, sono molto affiatati.

### Personaggi secondari
- Gi Ferixon: è il fratello maggiore di Sandman, Ferocia e Willow, il cognato di Gregor, e lo zio materno di Tom e Cindy. È un genio molto gentile e simpatico. Doppiato in originale da Serge Faliu, in italiano da Gianluca Iacono.
- Sandman Ferixon: è il fratello minore di Gi, il fratello maggiore di Willow e Ferocia, il cognato di Gregor, e lo zio materno di Tom e Cindy. È un imbroglione molto avido e furbo, ma poi diventa buono e smette di imbrogliare. Doppiato da Diego Sabre.
- Mr Lumberg: è il marito di Iolanda e il padre di Candy. Vicino di casa di Tom, molto brusco e non vede di buon occhio il bambino e la sua famiglia. Doppiato da Giorgio Bonino.
- Iolanda Lumberg: è la moglie di Mr Lumberg e la madre di Candy. Vicina di casa di Tom, molto ingenua e gentile, a differenza del marito vede di buon occhio il bambino e la sua famiglia. Doppiata da Cinzia Massironi.
- Candy Lumberg: è l'unica figlia di Mr Lumberg e Iolanda. Vicina di casa di Tom. Ha 10 anni, è una bambina molto monella, viziata, capricciosa e maleducata, ma davanti ai genitori appare come innocente e gentile. Doppiata da Giuliana Atepi.
- Miss Tinker: è la maestra di Tom, è una giovane donna single molto gentile, generosa e a volte brusca con Morinne, Max e Victor, vuole molto bene ai suoi alunni, in particolare a Tom, assomiglia molto a Campanellino. Doppiata da Elisabetta Spinelli.
- Jojo: è il migliore amico di Tom, crede che sia un supereroe. Ha 10 anni, ed è un bambino molto fantasioso. Doppiato da Laura Righi.
- Morinne: è la prima della classe. Ha 10 anni, ed e una bambina molto studiosa ed arrogante. Doppiata da Tosawi Piovani (1^ voce) e Francesca Bielli (2^ voce).
- Lea Berk: figlia della dottoressa Berk. Ha 10 anni, è una bambina molto timida, è innamorata di Jojo. Doppiata da Laura Brambilla.
- Laura: è la migliore amica di Lea. Ha 10 anni, è una bambina senza emozioni. Doppiata da Giuliana Atepi.
- Victor: è il secondo figlio di Bob, e il fratello minore di Max. Ha 10 anni, ed è un bullo molto cattivo. Doppiato da Cinzia Massironi.
- Max: è il primo figlio di Bob, ed è il fratello maggiore di Victor. Ha 16 anni, è un bullo cattivo anche lui. Doppiato da Luca Sandri.
- Bob: è il padre di Victor e Max. Rimbrotta spesso i suoi figli Victor e Max.
- Agente Donnelly: è un poliziotto.
- Walter: si occupa della sicurezza nei negozi.
- Dottoressa Berk: è una psicologa, madre di Lea.
- Ahmed:  è ragazzo origini saudite, è ragazzo di Cindy

## Episodi
Prima stagione
| N° | Titolo italiano                            | Titolo originale                   | Data Francia      |
| -- | ------------------------------------------ | ---------------------------------- | ----------------- |
| 1  | Vuoti di memoria                           | Trous de mémoire                   | 5 gennaio 2008    |
| 2  | Vi presento i miei                         | Bonjour la famille !               | 1 marzo 2008      |
| 3  | La fiducia                                 | La confiance règne                 | 5 gennaio 2008    |
| 4  | Incastrato                                 | Le Vol                             | 8 marzo 2008      |
| 5  | Il grande amore                            | Trompeuses apparences              | 15 marzo 2008     |
| 6  | La polvere dei desideri                    | Lessivés !                         | 22 marzo 2008     |
| 7  | Che denti grandi che hai!                  | Que vous avez de grandes dents !   | 29 marzo 2008     |
| 8  | Il ventriloquo                             | Le Ventriloque                     | 6 aprile 2008     |
| 9  | Una vita da cani                           | Une Vie de chien                   | 1 maggio 2008     |
| 10 | Un matrimonio da favola                    | Pour le meilleur ou pour le pire ? | 30 aprile 2008    |
| 11 | Brutti, pigri e cattivi                    | Affreux, fainéants et méchants !   | 30 maggio 2008    |
| 12 | Zio Sandman                                | Le Marchand de sable               | 26 maggio 2008    |
| 13 | Una strana visita                          | Une visite gênante                 | 13 giugno 2008    |
| 14 | Tutta la verità nient'altro che la verità! | La Vérité, rien que la vérité !    | 2 settembre 2008  |
| 15 | Che fine ha fatto Tom?                     | Pas vu, pas pris                   | 27 novembre 2008  |
| 16 | Bacchetta magica, addio!                   | L'Enterrement de la baguette       | 29 settembre 2008 |
| 17 | Quando un orco ama una fata                | L'Ogre et la fée                   | 4 ottobre 2008    |
| 18 | Il piccolo drago                           | Un amour de dragon                 | 2 novembre 2008   |
| 19 | Che forte, papà!                           | Papa pas cool                      | 4 settembre 2008  |
| 20 | Cindy baby-sitter                          | Baby-sitting                       | 9 novembre 2008   |
| 21 | Ogni tuo desiderio è un ordine!            | À vos souhaits !                   | 9 novembre 2008   |
| 22 | La zanzara delle paludi incantate          | Le Moustique                       | 16 novembre 2008  |
| 23 | Figlio unico                               | Fils unique                        | 15 gennaio 2009   |
| 24 | Congelati                                  | Debout là-dedans !                 | 11 ottobre 2008   |
| 25 | Casa dolce casa                            | Conte à rebours                    | 21 dicembre 2008  |
| 26 | Questioni di famiglia                      | Affaires de famille                | 4 gennaio 2009    |

Seconda stagione
| N° | Titolo italiano                        | Titolo originale                        | Data Italia      |
| -- | -------------------------------------- | --------------------------------------- | ---------------- |
| 27 | Candy attraverso lo specchio           | De l'autre côté du miroir               | 4 giugno 2018    |
| 27 | Una principessa per Sua Altezza        | Une princesse pour Monseigneur          | 4 giugno 2018    |
| 28 | Nei panni di un maschio                | Un garçon presque manqué                | 5 giugno 2018    |
| 28 | Quel supereroe di papà                 | Mon père, ce super-héros                | 5 giugno 2018    |
| 29 | Un salto nel futuro                    | Futur imparfait                         | 6 giugno 2018    |
| 29 | Un amico su misura                     | Pote à modeler                          | 6 giugno 2018    |
| 30 | Un weekend da orchi                    | Un air de famille                       | 7 giugno 2018    |
| 30 | Il maestro di ping pong                | La Triche                               | 7 giugno 2018    |
| 31 | Tremate, arriva Willow!                | Willoween                               | 8 giugno 2018    |
| 31 | La Star del Web                        | Les stars de l'école                    | 8 giugno 2018    |
| 32 | Scambio di ruoli                       | Dans la peau d'un crapaud               | 11 giugno 2018   |
| 32 | Il profilo fatato                      | Fée's book                              | 11 giugno 2018   |
| 33 | Vita da grande                         | Tom pousse                              | 12 giugno 2018   |
| 33 | La ribellione di Cenerentola           | Cendrillon se rebelle                   | 12 giugno 2018   |
| 34 | Una bellezza naturale                  | Belle à l'intérieur                     | 13 giugno 2018   |
| 34 | Il principe, la rana e la strega       | Le Prince, la grenouille et la sorcière | 13 giugno 2018   |
| 35 | Il gatto con la lingua lunga           | Une vie de chat                         | 14 giugno 2018   |
| 35 | Chi la fa, l'aspetti                   | Opération Tamara                        | 14 giugno 2018   |
| 36 | Grunda e i suoi spuntini               | Les Délices de Gründa                   | 15 giugno 2018   |
| 36 | Professoressa Ferocia                  | Mademoiselle Férocette                  | 15 giugno 2018   |
| 37 | Una fatina operosa                     | Un travail de fée                       | 18 giugno 2018   |
| 37 | L'orco che voleva essere Babbo Natale  | L'Ogre qui voulait être père Noël       | 18 giugno 2018   |
| 38 | Il centauro rubacuori                  | L'Idéal de Cindy                        | 19 giugno 2018   |
| 38 | La magia colpisce ancora               | À chacun sa voix                        | 19 giugno 2018   |
| 39 | Il fidanzato di Ferocia                | Les Fiançailles de Férocia              | 20 giugno 2018   |
| 39 | Jojo il genio                          | C'est pas Jojo                          | 20 giugno 2018   |
| 40 | Tom la pecora nera                     | Tom sans famille                        | 19 novembre 2018 |
| 40 | Ferocia la dolce                       | Férocia super sympa                     | 20 novembre 2018 |
| 41 | Gregor e i suoi cloni                  | Grégor dans tous ses états              | 21 novembre 2018 |
| 41 | Chi ha paura del lupo cattivo?         | Promenons-nous dans les bois            | 22 novembre 2018 |
| 42 | Forte come un orco                     | Petit ogre deviendra grand              | 23 novembre 2018 |
| 42 | Un'amicizia da sogno                   | Même pas en rêve                        | 26 novembre 2018 |
| 43 | Illusioni d'amore                      | Abracadabra                             | 27 novembre 2018 |
| 43 | Il lupo perde il pelo, ma non il vizio | Le Grand gentil loup                    | 28 novembre 2018 |
| 44 | Un pesce fuor d'acqua                  | Comme un poisson dans l'eau             | 29 novembre 2018 |
| 44 | Cambio di famiglia                     | Ma famille pas féerique                 | 30 novembre 2018 |
| 45 | Un amore di idraulico                  | Ma sorcière mal-aimée                   | 3 dicembre 2018  |
| 45 | Un gioco da ragazzi                    | Un jeu d'enfants                        | 4 dicembre 2018  |
| 46 | Legati per sempre                      | Inséparables                            | 5 dicembre 2018  |
| 46 | La più crudele del reame               | Blanche-Niaise et les sept nains        | 6 dicembre 2018  |
| 47 | La Bella e la Bestia rognosa           | La Belle et la grosse bête              | 7 dicembre 2018  |
| 47 | Un principe non molto nobile           | Monseigneur dans toute sa splendeur     | 10 dicembre 2018 |
| 48 | L'amore ti mette le ali                | L'Amour donne des ailes                 | 11 dicembre 2018 |
| 48 | Il principe orco                       | L'Ogre charmant                         | 12 dicembre 2018 |
| 49 | Ferocia la temeraria                   | Même pas peur                           | 13 dicembre 2018 |
| 49 | Specchio delle mie brame               | Miroir mon beau miroir                  | 14 dicembre 2018 |
| 50 | Una giornata quasi perfetta            | Une journée presque parfaite            | 17 dicembre 2018 |
| 50 | Una barba irresistibile                | Au nez et à la barbe                    | 18 dicembre 2018 |
| 51 | Mamma, abbiamo rotto la bacchetta!     | Maman, on a cassé la baguette!          | 19 dicembre 2018 |
| 51 | La mia peggiore migliore amica         | Ma nouvelle meilleure amie              | 20 dicembre 2018 |
| 52 | L'imbattibile Jojo                     | Princesse Melba III                     | 21 dicembre 2018 |
| 52 | Nei miei panni                         | Vis ma vie                              | 21 dicembre 2018 |

## Sigla
La sigla rende omaggio alla celebre canzone "A Kind Of Magic" dei Queen.